# Hovsa-missilet
 Der er for få eller ingen kildehenvisninger i denne artikel, hvilket er et problem. Du kan hjælpe ved at angive troværdige kilder til de påstande, som fremføres i artiklen.

Hovsa-missilet var et Harpoon-missil som utilsigtet blev affyret af Fregatten Peder Skram ved middagstid den 6. september 1982 fra den sydlige del af Kattegat.
Efter omkring 34 kilometers flyvning i lav højde ramte det mere end 500 kg tunge missil med en sprængladning på mere end 200 kg nogle træer i et sommerhusområde ved Lumsås, Sønderstrand i Nordvestsjælland.
Klokken 11:32 eksploderede missilet i ca. fem meters højde i skellet mellem de to sommerhusgrunde, Pilelunden 2, og Søndre Strandvej 3.
Forinden havde det revet flere el-ledninger over. Ingen mennesker kom til skade ved uheldet, men fire sommerhuse blev totalskadet, mens 130 andre fik skader af større eller mindre omfang.
Orlogskaptajn Henning G. Olsen blev hurtigt af en kommissionsdomstol gjort ansvarlig, selv om den amerikanske flåde havde haft mindst ét tilsvarende uheld fra et af deres skibe med et missil af samme type og som følge deraf havde indført en ekstra teknisk sikkerhedsforanstaltning på alle den amerikanske flådes fartøjer med Harpoon-missiler. Det er en udbredt opfattelse, at Henning G. Olsen i realiteten blev gjort til syndebuk.
Staten lagde sag an mod McDonnell Douglas (i dag en del af Boeing-gruppen) i St. Louis, USA. Sagen endte med forlig: McDonnell Douglas betalte erstatningerne til de ødelagte sommerhuse, nedrevne el-ledninger m.m.
I 1985 fik journalisterne fra Holbæk Amts Venstreblad Henrik Thomsen, Allan Graubæk og Gunner Nielsen Cavlingprisen for dækning af sagen med ordene: "For deres arbejde med sagen omkring missil-uheldet på fregatten Peder Skram den 6. september 1982. Det er komiteens opfattelse, at deres stædige graven i sagen var hovedårsagen til nedsættelsen af den anden kommissionsdomstol, som ændrede tiltalen mod orlogskaptajn H.G. Olsen til det bagatelagtige."
Rester af missilet er i dag opmagasineret af Museum Vestsjælland.